# 布雷流浪者足球俱樂部
布雷流浪者足球俱樂部（Bray Wanderers A.F.C.）是愛爾蘭共和國的一家足球俱樂部。俱樂部的昵稱是「海鷗」。球隊參加愛爾蘭足球超級聯賽的賽事。

## 外部連結
- Bray Wanderers FC Website
- Bray Wanderers A.F.C. （页面存档备份，存于） on Playerhistory.com